# Пан Твардовський (фільм, 1936)
«Пан Твардовський» (пол. Pan Twardowski) — польський чорно-білий фільм 1936 року, знятий режисером Генриком Шаро.
Прем'єра відбулася 27 лютого 1936 року.

## Сюжет
Кіноверсія народної легенди про спритного шляхтича, який перехитрив диявола. Дія фільму відбувається в XVI столітті в Польщі.

## У ролях
- Франтішек Бродневіч — Твардовський
- Казімєж Юнак-Стемповський — Диявол
- Марія Боґда — Кася
- Ельжбета Барщевський — дружина Твардовського
- Мечислава Цвикліньська — родичка, дружина дядька
- Марія Малицька — мати Твардовського
- Міхал Зніч — суддя
- Зофія Ліндорфувна — Барбара Радзивілл
- Людвік Семполінскій — учень
- Ірена Скверчіньская — торговка
- Чеслав Сконечни — стражник
- Лода Немизанка — гостя на одруженні
- Станіслав Лапінський — шляхтич
- Зигмунт Хмелевський — шляхтич
- Юзеф Кондрат — жебрак
- Фелікс Хмурковскій — ксьондз
- Станіслав Гроліцкій, текла Трапшо
- Анджей Богуцький
- Здзіслав Карчевський